# Marilia mixta
Marilia mixta är en nattsländeart som först beskrevs av Hagen 1858.  Marilia mixta ingår i släktet Marilia och familjen böjrörsnattsländor. Inga underarter finns listade i Catalogue of Life.